# 斯潘塞鎮區 (內布拉斯加州博伊德縣)
斯潘塞鎮區（英語：Spencer Township）是位於美國內布拉斯加州博伊德縣的一個行政鎮區。

## 地方資料
斯潘塞鎮區的面積為191.92平方千米，當中陸地面積為191.42平方千米，而水域面積為0.50平方千米。根據2020年美國人口普查的數據，當地共有人口553人，而人口密度為每平方千米2.88人。